# Museu Zoològic de la Universitat de Copenhaguen
El Museu Zoològic de la Universitat de Copenhaguen (danès: Zoologisk Museum) és des del 2004 una part del Museu d'Història Natural de Dinamarca, que consisteix en quatre museus de ciències naturals. L'exposició permanent «de pol a pol» mostra animals d'arreu del món en grans imatges. Hi ha també una exposició semipermanent sobre Charles Darwin i una col·lecció completa de tots els animals del territori danès, incloent-hi Groenlàndia. El museu conserva molts vestigis importants d'ocells d'extinció recent, incloent-hi els ulls i els òrgans interns dels dos últims gavots gegants, diversos exemplars d'una varietat de corb de les illes Fèroe i un dels dos únics cranis de dodo complets que es coneixen, portats a Europa al segle xvii.